# Le Magny (Indre)
Les Magny – miejscowość i gmina we Francji, w Regionie Centralnym, w departamencie Indre.
Według danych na rok 1990 gminę zamieszkiwało 860 osób, a gęstość zaludnienia wynosiła 48 osób/km² (wśród 1842 gmin Regionu Centralnego Les Magny plasuje się na 462. miejscu pod względem liczby ludności, natomiast pod względem powierzchni na miejscu 750.).